# Dolni Chiflik (huyện)
Dolni Chiflik là một huyện thuộc tỉnh Varna, Bungaria. Dân số thời điểm năm 2001 là 20217 người.